# Quét octreotide
Quét octreotide là một loại xạ hình được sử dụng để tìm carcinoid, khối u thần kinh tuyến tụy và để xác định vị trí sarcoidosis. Nó cũng được gọi là xạ hình thụ thể somatostatin (SRS). Octreotide, một loại thuốc tương tự somatostatin, được dán nhãn phóng xạ với indium-111, và được tiêm vào tĩnh mạch và đi qua dòng máu. Các octreotide phóng xạ gắn vào các tế bào khối u có thụ thể cho somatostatin (nghĩa là Gastrinoma, Glucagonima, v.v.). Một camera gamma phát hiện octreotide phóng xạ và tạo ra những bức ảnh cho thấy các tế bào khối u nằm trong cơ thể.
Quét Octreotide được báo cáo là có độ nhạy từ 75% đến 100% để phát hiện khối u thần kinh tụy.

## Chỉ định
Quét octreotide có thể được sử dụng để xác định vị trí khối u thần kinh nguyên phát nghi ngờ (NET) hoặc để theo dõi hoặc phân giai đoạn sau khi điều trị.

## Thủ tục
Dược phẩm phóng xạ 111 In-pentetreotide được điều chế từ một bộ trong thuốc phóng xạ. Pentetreotide là một liên hợp DTPA của octreotide.
Khoảng 200 megabecquerels của Indium-111 được tiêm tĩnh mạch. Hình ảnh diễn ra 24 giờ sau khi tiêm, nhưng cũng có thể được thực hiện lúc 4 và 48 giờ.